# C. S. Forester

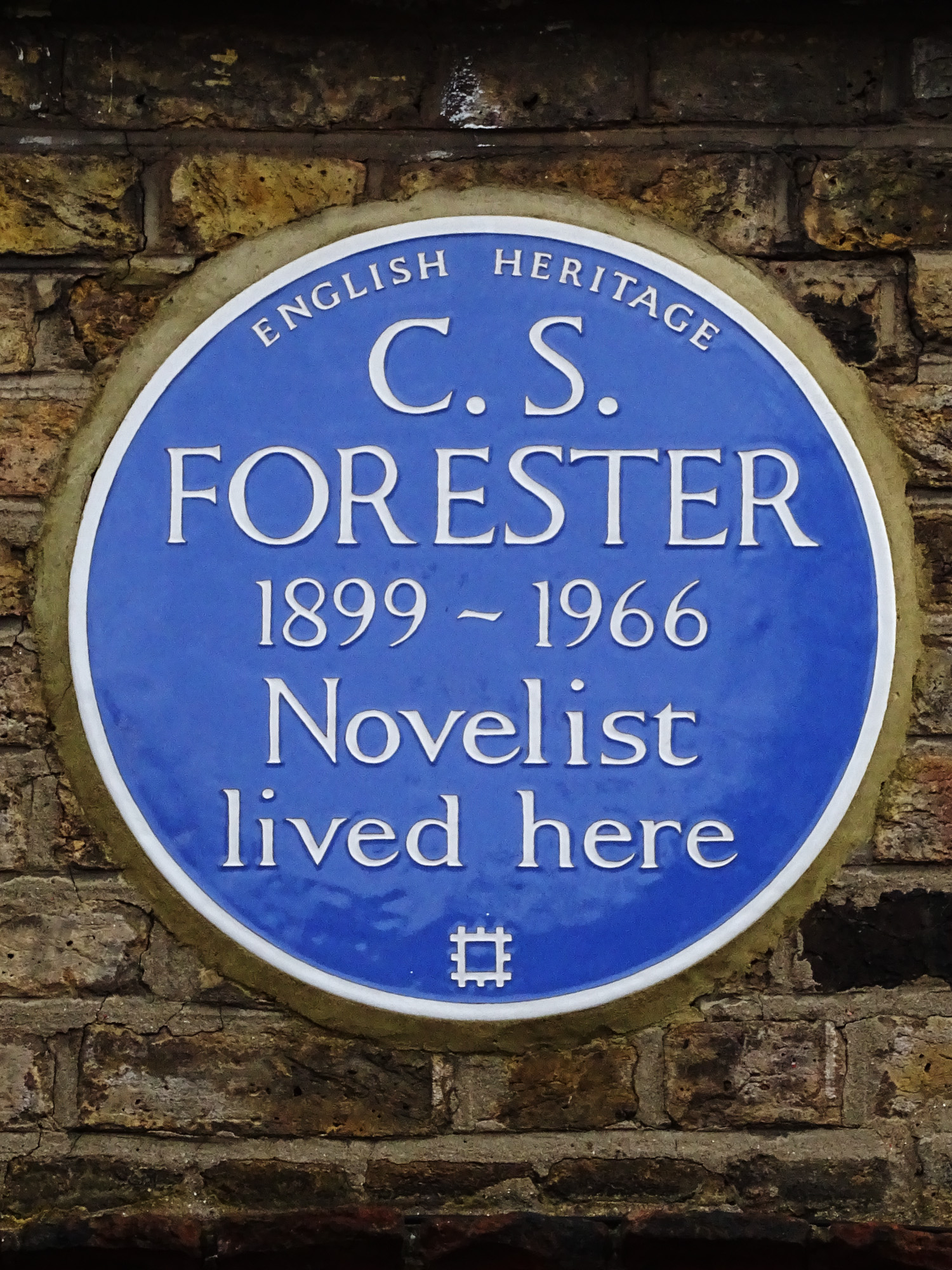

Cecil Scott Forester (27. srpna 1899, Káhira, Egypt – 2. dubna 1966, Fullerton, Kalifornie, USA) byl pseudonym britského spisovatele, dramatika a novináře, který se vlastním jménem jmenoval Cecil Louis Troughton Smith.
Nejvíce se proslavil svou sérií historických dobrodružných románů a povídek o Horatio Hornblowerovi, odvážném britském námořníkovi z období napoleonských válek. Roku 1938 obdržel britskou literární cenu James Tait Black Memorial Prize.

## Biografie
Studoval medicínu na King's College London School of Medicine při Guyově nemocnici, kterou však nedokončil. Místo toho se vydal na spisovatelskou dráhu a napsal své první romány. Od roku 1932 spolupracoval s Hollywoodskými filmovými studii a v Americe pobýval každý rok několik týdnů. Pracoval též jako dopisovatel pro deník The Times, při té příležitosti se účastnil španělské občanské války a obsazení Čech a Moravy nacistickými vojsky. Během 2. světové války byl zaměstnancem ministerstva informací. Po válce podnikl několik plaveb, během nichž sbíral materiál ke knihám o válečném námořnictvu, na jedné z nich ho postihla arterioskleróza, kterou byl zdravotně poznamenán až do konce života.
Byl dvakrát ženatý, z prvního manželství měl dva syny, Johna a George. John Forester napsal jeho biografii The Life of C. S. Forester.

## Dílo
Nejznámější je autorova série novel a povídek o Horatio Hornblowerovi, na jejíž motivy vznikl britský televizní seriál s Ioanem Gruffuddem a Robertem Lindsayem v hlavních rolích. Knižní i seriálové zpracování si získalo své fanoušky také v České republice.

### Sága o Hornblowerovi
Romány
1. Šťastný návrat, 1947 – A. J. Urban, Arnošt Šulc; nové vydání 1998 – Leonid Křížek (The Happy Return, 1937)
2. Řadová loď, 1948 – A. J. Urban, Arnošt Šulc; nové vydání 2001 – Leonid Křížek (A Ship of the Line, 1938)
3. S vlajícími prapory, 1948 – A. J. Urban (Flying Colours, 1938)
4. Velitel eskadry, 1949 – Arnošt Šulc (The Commodore, 1945)
5. Lord Hornblower, 1946
6. Mr. Midshipman Hornblower, 1950
7. Lieutenant Hornblower, 1952
8. Hornblower and the Atropos, 1953
9. Hornblower in the West Indies, 1958
10. Hornblower and the Hotspur, 1962
11. Hornblower and the Crisis, 1967

Povídky
1. The Hand of Destiny, 1940
2. Hornblower and His Majesty, 1940
3. Hornblower's Charitable Offering, 1941
4. The Point and the Edge, 1964
5. Hornblower's Temptation, 1967
6. The Last Encounter, 1967

Sága chronologicky
- Mr. Midshipman Hornblower, 1950
- The Hand of Destiny, 1940
- Hornblower's Temptation, 1967
- Lieutenant Hornblower, 1952
- Hornblower and the Hotspur, 1962
- Hornblower and the Crisis, 1967
- Hornblower and the Atropos, 1953
- The Happy Return, 1937
- A Ship of the Line, 1938
- Hornblower's Charitable Offering, 1941
- Flying Colours, 1938
- The Commodore, 1945
- Hornblower and His Majesty, 1940
- Lord Hornblower, 1946
- The Point and the Edge, 1964
- Hornblower in the West Indies, 1958
- The Last Encounter, 1967

### Další díla
Kromě čtyř doposud česky vydaných románů o Hornblowerovi vyšly v českém překladu romány Africká královna (The African Queen, 1935) a Křižník Artemis (The Ship, 1943).
Mimo romány psal C. S. Forester i populárně naučnou literaturu a biografická díla o historických osobnostech, například: Napoleon and his Court; Josephine, Napoleon's Empress; Victor Emmanuel II; Louis XIV; Nelson; The Naval War of 1812; Hunting the Bismarck; a další. Je také autorem dvou dramat.

## Filmová zpracování
Vyjma zmíněné televizní série vznikl již roku 1951 film Captain Horatio Hornblower (Kapitán Horatio Hornblower), ve kterém se role hlavního hrdiny zhostil Gregory Peck.
Pozitivní ohlas vyvolala filmová podoba románu The African Queen (Africká královna) s Humphrey Bogartem a Katharine Hepburnovou v hlavních rolích (4 nominace na Oscara, Humphrey Bogart oceněn za nejlepšího herce v hlavní roli).